# Der var engang (film fra 2011)
 For alternative betydninger, se Der var engang. (Se også artikler, som begynder med Der var engang)
Der var engang er en dansk kortfilm fra 2011 instrueret af Mads Guldborg Bøge.

## Handling
Denne artikel mangler et handlingsreferat. Hjælp os med at skrive det.

## Medvirkende
- Rasmus Knutzen Nielsen, Bjarne
- Christian Brandt, Kim
- Ole Dupont, Chefen